# 哈里·艾萨克斯
哈里·艾萨克斯（英語：Harry Isaacs，1908年1月26日—1961年9月13日），生于约翰内斯堡，南非男子拳击运动员。他曾代表南非参加1928年夏季奥林匹克运动会拳击比赛，获得男子118磅级铜牌。